# Porroglossum condylosepalum
Porroglossum condylosepalum là một loài thực vật có hoa trong họ Lan. Loài này được H.R.Sweet miêu tả khoa học đầu tiên năm 1975.